# Jónatan Gudni Arnarsson
Jónatan Gudni Arnarsson, född 9 februari 2007 i Reykjavík, Island, är en isländsk fotbollsspelare (anfallare) som spelar för IFK Norrköping. Han inledde sin karriär i UMF Fjölnir i hemlandet innan han vintern 2025 skrev på för allsvenska IFK Norrköping.